# L1 Egyesület
Az L1 Egyesület egy művészeti egyesület Budapesten.

## Története
Az L1 Egyesület 1998-ban jött létre. Fő célja a kortárs tánc népszerűsítése.
Legfontosabb tevékenysége évente az L1danceFest megrendezése. 2011-ig 31 produkciót hozott létre.

## Tagjai
Bálint Orsolya, Barda Beáta, Berger Gyula, Fekete Géza Péter, Fülöp László, Héger Gyula, Herold Eszter, Horváth Ádám Márton, Kéri Judit, Koroknai Zsolt, Kovács Noémi Anna, Ladjánszki Márta, Lakat Andrea, Lengyel Katalin, Nagy Csilla, Paróczay Csaba, Syrbe Andrea, Szamosi Judit, Szilágyi Enikő, Szilágyi Ilka Fanni, Talló Gergely, Varga Zsolt.

## Galéria

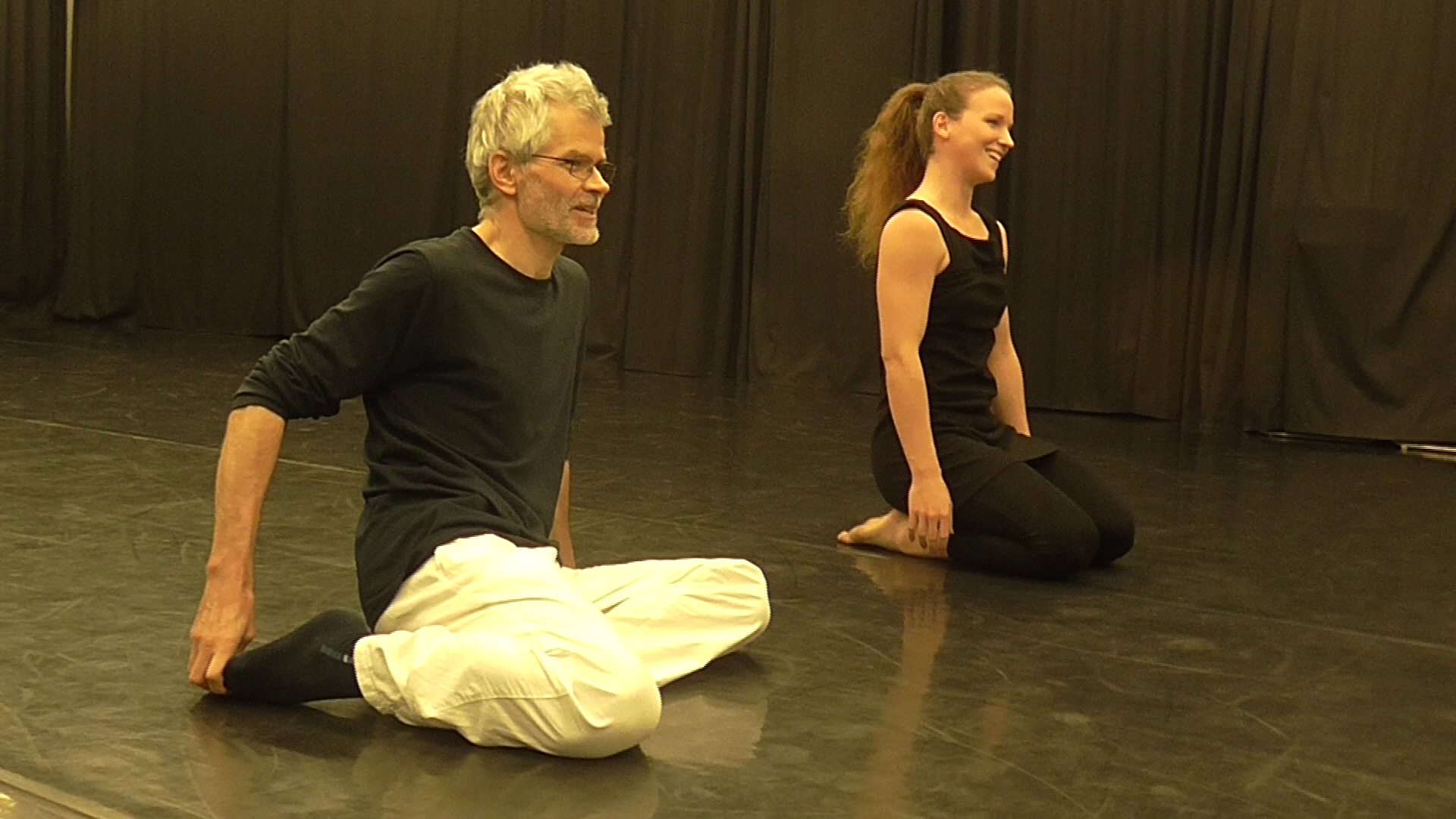
Berger Gyula és Varga Boglárka az L1 Találkozásokon (Spiral inputs)
- Kéri Judit és Koroknai Zsolt az L1danceFest eseményen - 2015
- Berger Gyula Spiral inputs próbája az L1 találkozásokon Varga Boglárkával
- Herold Eszter beszélget a DOMBORÚ PROJEKT / MÁTKA ikon előadásról beszélget a Bakelit Multi Art Centerben